# Limpinwood naturreservat
Limpinwood är ett naturreservat i nordöstra New South Wales i Australien.